# Roncopatia
La roncopatia cronica o russamento cronico patologico è un quadro sintomatologico caratterizzato da un russare discontinuo, a volte con forte rumorosità accompagnato da disturbi della respirazione o da sonno disturbato. 
Nei casi più gravi sono presenti delle vere e proprie apnee notturne OSAS causa di disturbi sistemici anche gravi. 
Da un punto di vista anatomico è dovuta alla perdita di tono dei muscoli del palato molle, compresi quelli dell'ugola.

## Terapia

### Terapia chirurgica
In caso di problemi di respirazione dovuti ad alterazioni anatomiche il trattamento di eccellenza è quello chirurgico finalizzato a ripristinare la corretta ventilazione nasale.

#### Nei bambini
Nei bambini può essere spesso sufficiente l'adenoidectomia eventualmente associata alla tonsillectomia. 

#### Negli adulti
- La tonsillectomia, è indicata anche nell'adulto in caso di tonsille con volume tale da ostruire in modo rilevante il flusso respiratorio.
- La settoplastica qualora il setto nasale congenitamente o a seguito di traumatismi sia deviato o presenti malformazioni tali da compromettere la perfetta pervietà nasale.
- L'intervento volto a ridurre il volume dei turbinati (a volte necessario in caso di riniti allergiche o vasomotorie).
- In alternativa all'intervento chirurgico può essere utile l'applicazione del bite, cioè di un dispositivo che mantiene un assetto del cavo orale tale da attutire il rumore del russamento. La realizzazione del bite, però, richiede la competenza degli esperti di ortognatodonzia.